# Shahrestān di Razan
Lo shahrestān di Razan (farsi شهرستان رزن) è uno dei 9 shahrestān della provincia di Hamadan in Iran, il capoluogo è Razan. Lo shahrestān è suddiviso in 3 circoscrizioni (bakhsh): 
- Centrale (بخش مرکزی)
- Sardrud (بخش سردرود), con la città di Damaq.
- Qorveh-ye Darjazin (بخش زرین‌دشت), con la città di Qorveh-ye Darjazin.